# Sâm Ấn Độ

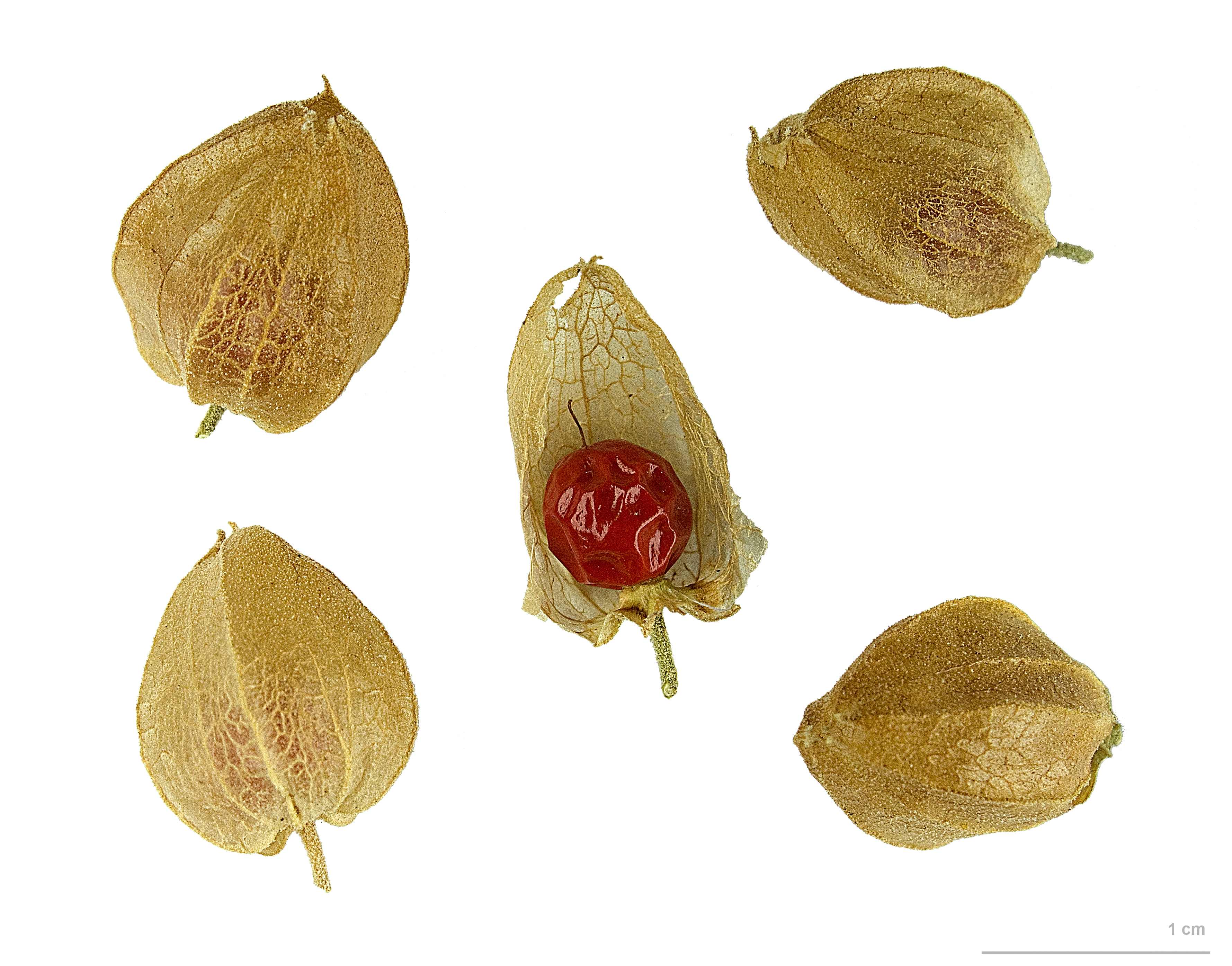
Withania somnifera

Sâm Ấn Độ (danh pháp khoa học:Withania somnifera) , còn được gọi là ashwagandha, nhân sâm Ấn Độ, poison gooseberry hay winter cherry, là một loài cây trong họ Solanaceae. Nó được sử dụng như một loại thảo dược trong y học Ấn Độ.

## Công dụng
Các nghiên cứu cho thấy ashwagandha có tác dụng
- Chống viêm
- chống ung thư
- Chống stress
- Chống oxy hóa
- Điều hòa miễn dịch
- Chống thiếu máu
- Chứa tinh chất giúp trẻ hóa
- Tác dụng hỗ trợ hệ nội tiết, tim phổi, và hệ thống thần kinh trung ương.

Tuy nhiên Các cơ chế của hành động cho các đặc tính này không hoàn toàn hiểu rõ. Nghiên cứu độc tính tiết lộ rằng ashwagandha dường như là một hợp chất an toàn.